# Advanced Individual Combat Weapon
Advanced Individual Combat Weapon (AICW) – projektowany w Defence Science and Technology Organisation (DSTO) karabin-granatnik mający w przyszłości zastąpić standardowy australijski karabin uniwersalny Austeyr.
Program AICW finansowany jest przez rząd australijski, większość prac projektowych została przeprowadzona w rządowej organizacji DSTO przy współpracy z prywatnymi firmami Metal Storm i Tennix Defence Systems. W obecnej postaci karabin AICW składa się ze zmodyfikowanego karabinu Austeyr z 30-nabojowym magazynkiem połączonego z granatnikiem umieszczonym nad karabinem. Planowane są modele z granatnikami 20 mm, 30 mm i 40 mm.